# 凡妮莎·馬拉諾
凡妮莎·妮可·馬拉諾（英語：Vanessa Nicole Marano，1992年10月31日—）為一名美國女演員。她曾出現於電視影集《失蹤現場》、《奇異果女孩》、《靈感應》、《盜徒世家》以及《不安的青春》等作品。她主演過《錯位青春》，飾演Bay Kennish。她的妹妹蘿拉·馬拉諾也是一名女演員。

## 職業生涯
凡妮莎在七歲時就開始演戲生涯。之後，她曾參與過舞台劇演出。她的第一個主要角色是在影集《失蹤現場》裡飾演Jack Malone的大女兒（她與她的妹妹蘿拉分別飾演姊妹的角色）；之後在《捲土重來》飾演Valerie的繼女；《奇異果女孩》中飾演 April Nardini 。在電影《公主我最大》當中飾演Layne Abeley。之後在《靈感應》中與珍妮佛·樂芙·休伊共同合作。之後在《不安的青春》飾演Eden（艾廷）以及在《盜徒世家》飾演Hope（荷普）。之後在ABC家庭的影集《錯位青春》中飾演Bay Kennish。

## 私人生活
凡妮莎出生於洛杉磯。她的母親伊蓮為創辦人。她妹妹蘿拉·馬拉諾也是一位演員，曾在迪士尼頻道的原創影集《奧斯汀與艾莉》當中飾演主角。她的父親有義大利血統。因此除了英文，凡妮莎也會說相當流利的義大利語。她曾就讀於社區大學。

## 獎項與提名
| 年份 | 獎                                                    | 作品     | 結果 | 參考 資料 |
| ---- | ----------------------------------------------------- | -------- | ---- | --------- |
| 2011 | Teen Choice Awards for Choice Summer TV Star — Female | 錯位青春 | 提名 | [ 6 ]     |
| 2013 | Teen Choice Awards for Choice TV Actress: Drama       | 錯位青春 | 提名 | [ 7 ]     |

## 外部連結
- 凡妮莎·馬拉諾在互联网电影资料库（IMDb）上的資料（英文）